# Smaïn Slimani
Smaïn Slimani (Algeri, 31 dicembre 1956) è un ex calciatore algerino, di ruolo centrocampista.

## Carriera
Ha rappresentato la Nazionale algerina alla Coppa d'Africa 1980.